# Schädelhöhle

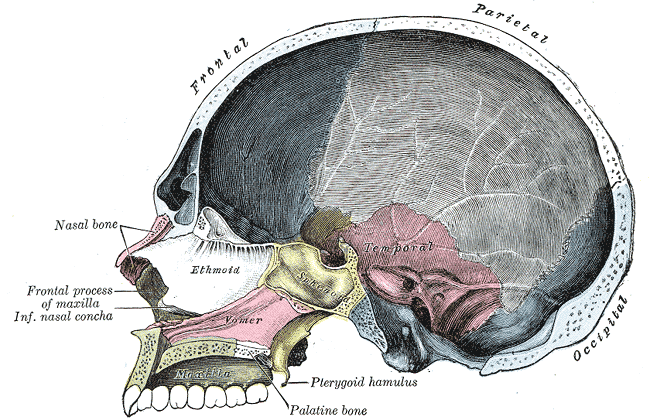
Seitliche Ansicht der eröffneten Schädelhöhle des Menschen

Die Schädelhöhle (Cavum cranii) ist der von den Knochen des Hirnschädels gebildete Hohlraum, in dem sich das Gehirn befindet. Dies sind beim Säugetier Hinterhaupt-, Scheitel-, Schläfen-, Keil-, Stirn- und Siebbein.
Der Boden der Schädelhöhle wird von der Schädelbasis gebildet und in drei Abschnitte unterteilt: vordere (Fossa cranii anterior, bei Tieren Fossa cranii rostralis), mittlere (Fossa cranii media) und hintere Schädelgrube (Fossa cranii posterior, bei Tieren Fossa cranii caudalis).
Das Dach der Schädelhöhle wird auch als Schädelkalotte bezeichnet und trägt innen als besonders auffälligen Vorsprung das Kleinhirnzelt (Tentorium cerebelli osseum), welches sich zwischen das Kleinhirn und das Großhirn einsenkt.
Die größte Öffnung der Schädelhöhle ist das Foramen magnum, durch das das Gehirn mit dem Rückenmark in Verbindung steht. Darüber hinaus gibt es zahlreiche weitere Öffnungen zum Durchtritt der Hirnnerven und Blutgefäße des Gehirns.
Die Schädelhöhle bietet gegen äußere Einwirkung einen guten mechanischen Schutz für das Gehirn. Allerdings führen raumfordernde Prozesse innerhalb der Schädelhöhle (Hirntumoren, Hirnblutung, Subarachnoidalblutung, Hydrocephalus, Pneumocephalus) schnell zu einem Anstieg des Hirndrucks (siehe auch Monro-Kellie-Doktrin) und damit in der Regel zu einer Schädigung des Gehirns.

Übersicht über die einzelnen Körperhöhlen